# Waterphone

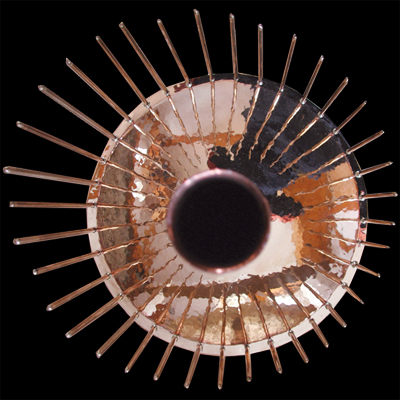
Waterphone

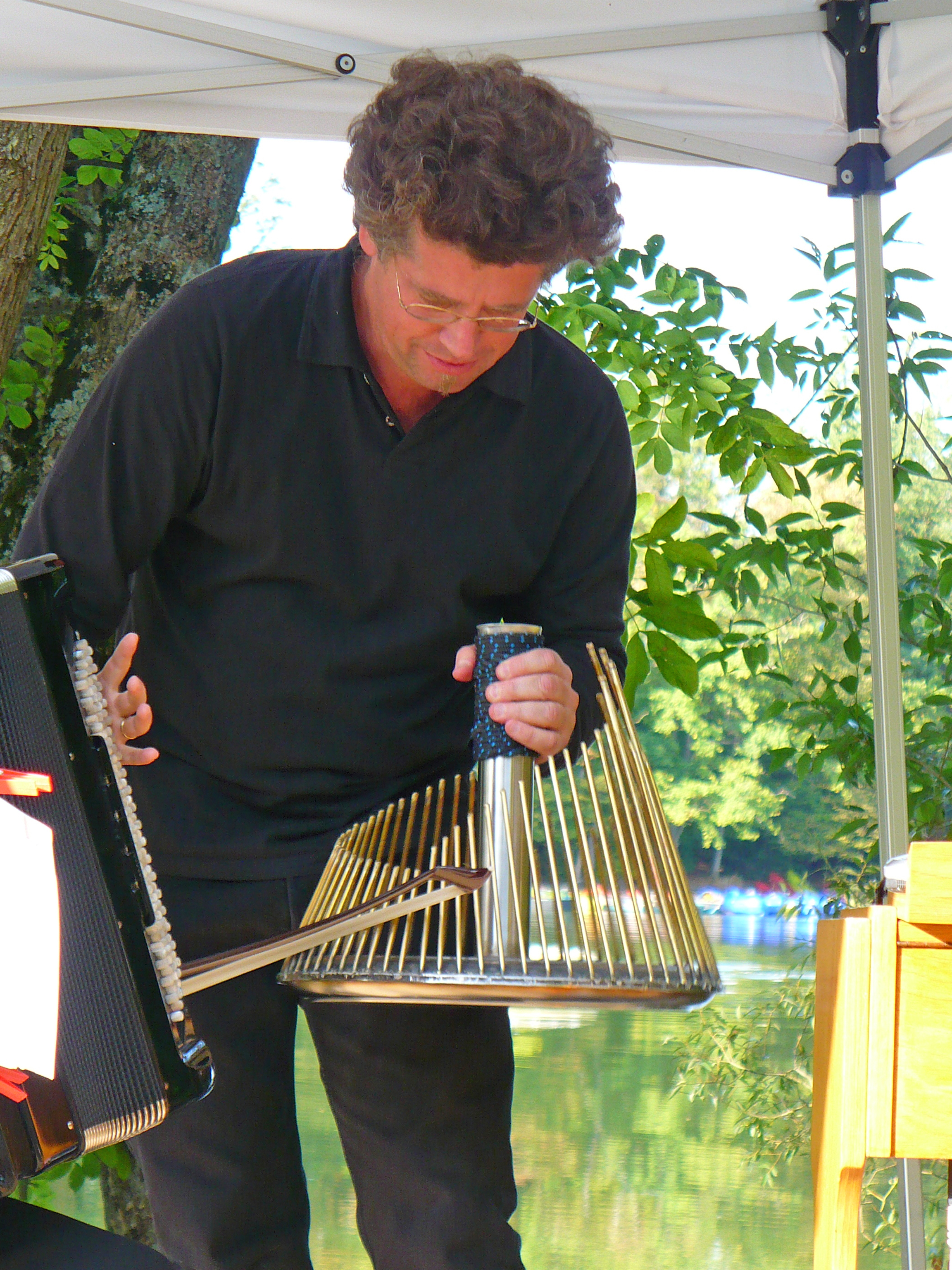
Thomas Bloch spielt auf einem Waterphone

Das Waterphone ist ein Musikinstrument, das von Richard Waters 1967 erfunden und patentiert wurde. Es vereint die Prinzipien einer Wassertrommel, eines afrikanischen Lamellophons und einer Nagelgeige des 18. Jahrhunderts.
Das Instrument besteht hauptsächlich aus drei Teilen: einem geschlossenen, schüsselförmigen, wassergefüllten Korpus aus Edelstahl oder Bronze, einem hohlzylindrischen Hals senkrecht zur Decke des Korpus und aus Metallstäben unterschiedlicher Größe, die senkrecht zum Rand der Decke angebracht sind.
Gespielt wird das Waterphone, indem man die Stäbe mit Schlägeln schlägt, mit der Hand zupft oder mit einem Streichbogen streicht. Durch Schwenken und Kippen des Korpus kann die Tonhöhe verändert werden.
Eingesetzt wird das Waterphone besonders häufig als Perkussionsinstrument in Filmmusik aus dem Horror-Genre, aber auch generell in Szenen, die ein erhöhtes Maß an perkussiver Spannung brauchen. Der hochfrequente, scharfe Klang des Instruments „schneidet“ mit Leichtigkeit durch den gesamten Orchesterkorpus (ähnlich einer Piccoloflöte).
Mit dem Bogen gestrichen wird das Waterphone zu den Reibidiophonen gezählt.